# Submission match
Submission Match – odmiana walki w wrestlingu. Jedynym sposobem wygrania tej walki jest submission, czyli założenie przeciwnikowi(w obrębie ringu) „wrench” (dźwigni) i zmuszenie go do poddania się. Nie ma wyliczania poza ringiem ani dyskwalifikacji. Znakiem  przerwania walki jest trzykrotne uderzenie ręką o ziemię, rękę zapinającego dźwignię lub odbicie palcami o początek kciuka, w zależności od możliwości zasygnalizowania.Rzadko manager otrzymującego submission mówił „dość”, ale używano tej zasady tylko w nieprofesjonalnych federacjach. Najczęściej używane akcje typu „SS"(Struggle Submision) to:
- „MasterLock” Chrisa Mastersa
- „Spine Line” Jeffa Hardy
- „Sharpshooter” Breta Harta i Shawna Michaelsa
- „STF-U” Johna Ceny
- „Anaconda Vise” CM Punka
- „Walls Of Jericho” Chrisa Jericho
- „California Dream” Meliny Perez
- „Hell’s Gate” The Undertakera
- „Ankle Lock” Jacka Swaggera
- „LeBell Lock” Daniela Bryana
- „Kimura Lock” Brock Lesnar
- „Cross Armbreaker” Alberto Del Rio

## Odmiany walki
- „I Quit” Match – w tej walce wszystko jest dozwolone. Akcja może dowolnie przenosić się poza ring, a używanie broni jest dozwolone. Wygrywa ten zawodnik, który zmusi przeciwnika do wypowiedzenia słów „I quit"(„Poddaję się”) do mikrofonu trzymanego przez przeciwnika .
- Submissions Count Anywhere Match – połączenie Submission Matchu z Falls Count Anywhere matchem. W tej walce trzeba wygrać przez submission, jednak może on nastąpić wszędzie. Do tej pory odbyły się tylko dwie takie walki - na gali Breaking Point 2009 pomiędzy The Legacy a D-Generation X oraz Triple Threat Submissions Count Anywhere Match na Hell in a cell 2010 gdzie Daniel Bryan obronił tytuł Mistrza Stanów Zjednoczonych zmuszając do poddania The Miza.
- Ultimate Submission Match – połączenie Iron Man Match z Submission Match. Wygrywa osoba, która więcej razy zmusi przeciwnika do poddania się. Niektóre walki typu Ultimate Submission były przeprowadzane tag-teamowo, na zasadzie „który tag team wytrzyma dłużej w dźwigniach bez poddania się”, jednak nie zawsze ten typ walki przeprowadzany był w tag teamach. Najdłużej w takiej walce wytrzymało D-Generation X na Breaking Point 2009, bo prawie 22 minuty w walce z The Legacy, po czym The Heartbreak Kid się poddał.